# Secretaría de Educación, Ciencia, Tecnología e Innovación de la Ciudad de México
La Secretaría de Educación, Ciencia, Tecnología e Innovación de la Ciudad de México, es la dependencia de la administración pública del Gobierno de la Ciudad de México que tiene a su cargo las actividades educativas, así como las actividades relacionadas al desarrollo científico y tecnológico en la ciudad. 
En la actualidad es el resultado de la fusión de la Secretaría de Educación y la Secretaría de Ciencia y Tecnología, para poder tener un ahorro significativo en la ciudad

## Funciones
Conforme a la Ley Orgánica del Poder Ejecutivo y de la Administración de la Ciudad de México algunas de las funciones que le corresponde específicamente a la Secretaría de Educación, Ciencia, Tecnología e Innovación de la Ciudad de México son las siguientes:
1. Planear, organizar, desarrollar, administrar, supervisar y evaluar los servicios del Sistema Educativo de la Ciudad de México, en el ámbito de su competencia;
2. Ejercer las facultades que en materia educativa se establecen para la Ciudad de México las leyes y demás disposiciones jurídicas federales locales;
3. Impulsar y fortalecer la educación pública;
4. Vigilar que la educación que impartan los particulares en planteles incorporados al sistema educativo de la Ciudad de México se sujete a las normas establecidas;
5. Prestar servicios bibliotecarios a través de bibliotecas públicas, a fin de apoyar al sistema educativo de la Ciudad de México, a la innovación educativa y a la investigación científica, tecnológica y humanística, en concurrencia con la Federación.
6. Formular, fomentar, coordinar y ejecutar políticas, programas y acciones de promoción y difusión de la investigación científica, innovación tecnológica y de protección al medio ambiente;
7. Recibir y sistematizar la información que en materia de investigación científica e innovación tecnológica reciba de las instituciones académicas y centros de investigación públicos y privados, y operar un sistema de consulta al servicio de las dependencias, órganos desconcentrados y entidades de la Administración Pública de la Ciudad de México y público en general;

## Estructura orgánica
Conforme al Reglamento de la Administración Pública Federal, a la Secretaría de Turismo de la Ciudad de México le corresponde la siguiente estructura orgánica:
- Secretario de Educación, Ciencia, Tecnología e Innovación de la Ciudad de México: Pablo Yanes Rizo
  - Subsecretaria de Educación
  - Subsecretaria de Ciencia y Tecnología
  - Subsecretaria de Innovación y Planeación